# Дунхай
Дунха́й (кит. упр. 东海, пиньинь Dōnghǎi, буквально: «Восточное море») — уезд городского округа Ляньюньган провинции Цзянсу (КНР). Название уезда происходит от названия административных единиц, существовавших в этих местах в древности.

## История
Когда в Китае было создано первое в истории централизованное государство — империя Цинь — то страна была разделена на округа и уезды, и эти места оказались в составе уезда Цюйсянь (朐县). В последующие века административная единица более высокого ранга, в состав которой входил уезд, чаще всего называлась либо округом Дунхай (东海郡), либо областью Хайчжоу (海州). Во времена последних двух империй — Мин и Цин — эти земли уже не входили в состав какого-либо уезда, а были подчинены напрямую областным властям.
После Синьхайской революции в Китае была проведена реформа структуры административного деления, в рамках которой были упразднены области. В 1912 году на землях, ранее напрямую подчинённых властям области Хайчжоу, был образован уезд Дунхай. В апреле 1912 года 11 посёлков в восточной части уезда Дунхай были выделены в новый уезд Гуаньюнь. В 1935 году решением правительства Китайской республики на смежных частях уездов Дунхай и Гуаньюнь был создан город Ляньюнь (连云市).
Во время Второй мировой войны эти места стали зоной действий китайских партизан-коммунистов. Так как японцы прочно контролировали Лунхайскую железную дорогу, то коммунистам пришлось ввести новое административное деление этих земель: земли южнее железной дороги были присоединены к уезду Шуян, а на землях севернее железной дороги был создан уезд Хайлин (海陵县). После окончания Второй мировой войны уезд Хайлин был переименован в Дунхай. После того, как в 1949 году коммунисты победили в гражданской войне, это административное деление стало официальным.
В мае 1950 года уезд Дунхай и город Синьхайлянь (新海连市) были объединены в уезд Синьхай (新海县), но уже в декабре были вновь разъединены. Уезд сначала вошёл в состав Специального района Линьи (临沂专区) провинции Шаньдун, а 1 января 1953 года он был передан в состав провинции Цзянсу, где вошёл в состав Специального района Сюйчжоу (徐州专区), при этом ему были возвращены территории, отошедшие во время войны к уезду Шуян.
В 1983 году округ Сюйчжоу был расформирован, и уезд перешёл под юрисдикцию Ляньюньгана.

## Административное деление
Уезд делится на 2 уличных комитета, 11 посёлков и 6 волостей.